# Dédalo e Ícaro
Dédalo e Ícaro es un grupo escultórico creado por Antonio Canova en 1779. La escultura de mármol de 2,20 m de altura se conserva actualmente en el Museo Correr de Venecia. El yeso original de esta obra maestra se conserva en la Gipsoteca canoviana de Possagno.

## Descripción
Dédalo e Ícaro fue una de las primeras esculturas y la primera gran obra del joven Canova, encargada por el noble Pietro Vettor Pisani, procurador de San Marcos. La obra fue expuesta y muy admirada por el público veneciano durante la fiesta de la Ascensión. Esto le valió al escultor la considerable suma de cien cequíes, que le permitió afrontar los gastos del deseado viaje de estudios a Roma.
La escultura es un ejemplo de los dos elementos que caracterizan toda la obra de Canova: la idealización, la búsqueda de la "belleza ideal" en la composición y el realismo en los detalles anatómicos y en las particularidades de los objetos. Según el mito, para escapar del laberinto de Minos en Creta, los dos personajes crearon unas alas de cera y plumas para poder volar. Canova representa al anciano padre mirando con preocupación al hijo, que sonríe alegremente ilusionado con la aventura, mientras le ata la primera parte del ala reflexionando sobre la prueba mientras trata de asegurar el éxito de esta y la seguridad de su hijo.
En el conjunto escultórico se crea un equilibrio de los pesos de las dos figuras con el viejo Dédalo inclinado hacia adelante mientras el joven Ícaro se arquea sobre su espalda.

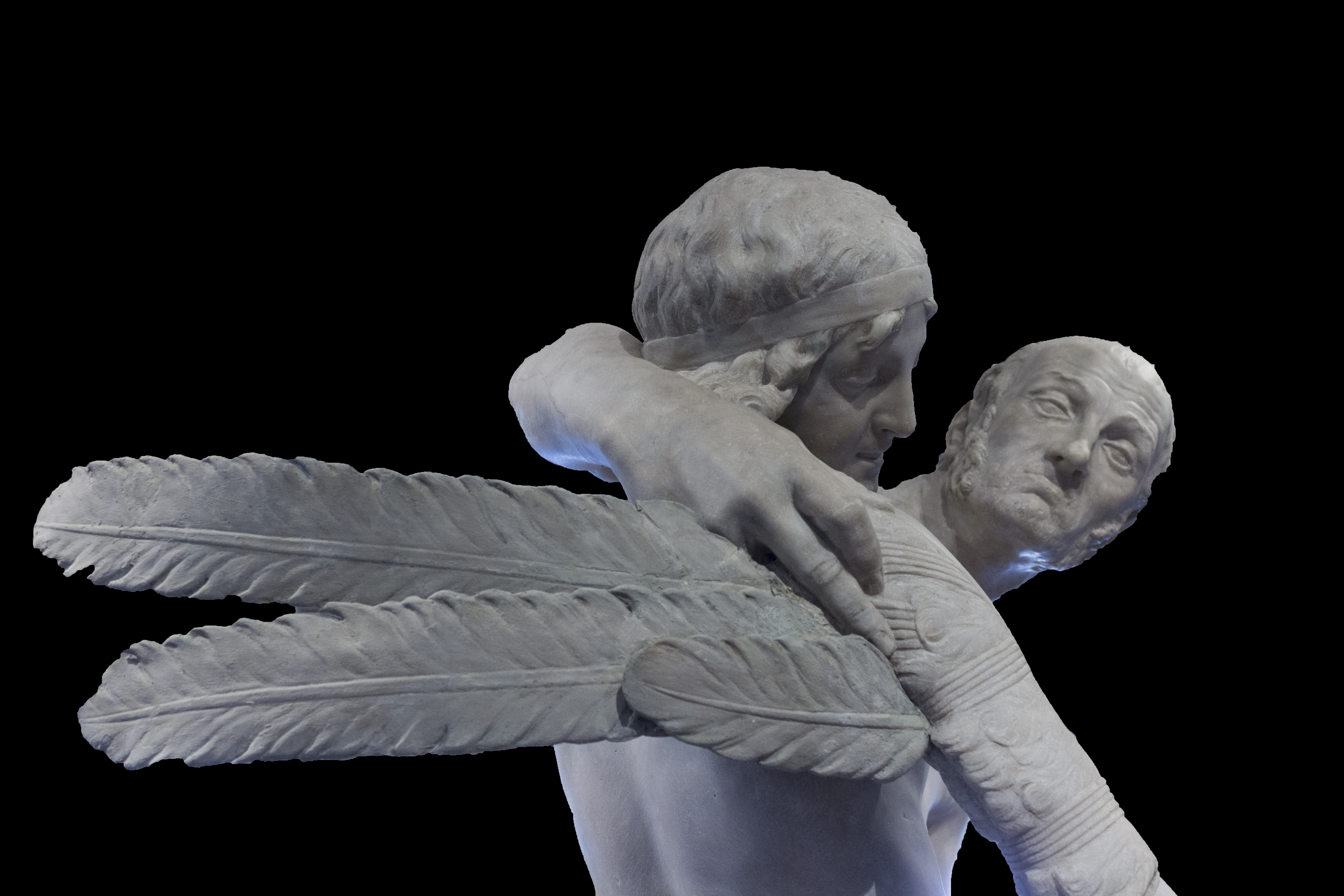
Vista desde atrás y desde abajo.

Las dos figuras están colocadas simétricamente y asumen posiciones opuestas. El eje de simetría, situado en el centro de la escultura, separa las líneas de fuerza de los dos personajes; estas líneas de fuerza aparecen como líneas curvas que, partiendo del centro de la composición, se alejan del eje hacia los extremos de los cuerpos (cabeza y pies), formando una especie de X.
Tomadas individualmente las figuras no son estables pero en el conjunto de la composición, gracias a la yuxtaposición que distribuye el peso, encuentran su equilibrio. Dédalo muestra a una persona real, tanto en el rostro como en el cuerpo, mientras que Ícaro representa una belleza idealizada. Además, la escultura se caracteriza por el contraste de luces y sombras que crean los dos cuerpos, todavía impregnados del espíritu barroco por su naturalismo y movimiento.